# Грабовский, Мирослав Васильевич
Мирослав Васильевич Грабовский (27 февраля 1911, село Бушковичи Перемышльского уезда, теперь Подкарпатского воеводства, Польша — 24 октября 1970, Львов) — советский деятель, новатор производства, слесарь инструментального цеха завода «Львовсельмаш». Депутат Львовского областного совета 6-9-го созывов (в 1957—1965 г.). Депутат Верховного Совета СССР 6-7-го созывов.

## Биография
Родился в семье рабочего. Трудовую деятельность начал двенадцатилетним юношей. Батрачил у местного помещика. Образование неполное среднее.
С 1928 года работал в механических мастерских города Перемышля. Член Коммунистического союза молодежи Западной Украины с 1930 года. Впоследствии стал связным Перемышльского окружного комитета Коммунистической партии Западной Украины (КПЗУ).
Член КПЗУ с апреля 1934 года. Один из деятелей профсоюзных организаций промышленных предприятий города Перемышля и его окрестностей.
В 1935 году арестован польскими властями и по 1939 год отбывал заключение в тюрьме.
После прихода Красной армии с сентября 1939 года — заместитель председателя организационного бюро по реорганизации профсоюзов, инструктор Временного управления города Перемышля, мастер штамповочного цеха завода имени Чкалова в городе Перемышле Дрогобычской области и одновременно председатель заводского комитета профсоюза.
В начале Великой Отечественной войны 1941 года был эвакуирован в Сибирь, где работал слесарем-инструментальщиком на военном заводе в городе Тюмени.
В 1946 году переехал во Львов и работал до последних дней жизни слесарем инструментального цеха завода «Львовсельмаш».
Член ВКП(б) с 1948 года.
Избирался председателем совета новаторов Львовской области. Рационализатор производства.

## Награды
- орден Ленина
- грамота Президиума Верховного Совета УССР
- медали
- почетный гражданин города Львова